# Фондовая биржа Кабо-Верде
Фондовая биржа Кабо-Верде (порт. Bolsa de Valores de Cabo Verde; англ. Cape Verde Stock Exchange) — одна из бирж Африки.
Она расположена в районе Ачада-Санту-Антониу, в городе Прая. Фондовая биржа Кабо-Верде (BVC) была создана 11 мая 1998 года решением правительства. На конец 2017 года рыночная капитализация составляла 68,4 миллиарда эскудо.
Операционная структура фондовой биржи Кабо-Верде сочетает в себе систему аукционов с системами, управляемыми котировками, для поддержания большей ликвидности рынка. Рынок приложил огромные усилия, чтобы перестроиться в соответствии с лучшими практиками и наиболее актуальными международными рекомендациями. Все платформы заслуживают доверия, а некоторые из них используются Euronext Lisbon и Interbolsa.
BVC является членом Африканской ассоциации фондовых бирж.